# Коссон, Эрнест Сен-Шарль
Эрне́ст Сен-Шарль Коссо́н (фр. Ernest Saint-Charles Cosson; 1819—1889) — французский ботаник.
Известен следующими работами (произведёнными совместно с Э. Жерменом и Крамчком): «Observations sur quelques plantes critiques des environs de Paris» (1840); «Synopsis analytique de la flore des environs de Paris» (1840); «Flore descriptive et analytique des environs de Paris» (1845, 1861), «Notes sur quelques Plantes Critiques, Rares ou Nouvelles» (1851); «Catalogue des plantes observées en Syrie et en Palestine» (1854); «Sertum tunetanum» (1857).
Совместно с М. Дюрье де Мезоннёв Коссон издал «Flore d’Algerie» (Париж, 1854—1867, с 90 таблицами). Кроме того, Коссон написал «Compendium florae atlanticae» (Париж, 1881).